# Jennifer Gareis
Jennifer Gareis, född 1 augusti 1970 i Lancaster, Pennsylvania, är en amerikansk skådespelare mest känd för rollen som Donna Logan i TV-serien Glamour som hon har spelat sedan 2006.
Innan Gareis fick rollen har Donna Logan spelats av Carrie Mitchum och Mary Sheldon. År 1994 vann Gareis skönhetstävlingen Miss New York USA.